# Rogowiec dłoni i stóp
Rogowiec dłoni i stóp – zaburzenie objawiające się hiperkeratozą naskórka dłoni i podeszew. Może być chorobą zarówno nabytą (spowodowaną np. chorobami układowymi, m.in. zespołem Sezary’ego lub obrzękiem śluzowatym), jak i wrodzoną (wchodzi w skład fenotypu np. zespołu Papillona-Lèfevre’a lub choroby Naxos). Nie ma leczenia swoistego rogowca wrodzonego, rogowiec nabyty można leczyć przyczynowo.

## Klasyfikacja ICD10
| kod ICD10     | nazwa choroby                       |
| ------------- | ----------------------------------- |
| ICD-10: Q82.8 | Inne określone wady rozwojowe skóry |
| ICD-10: L85.1 | Nabyte rogowacenie dłoni i podeszew |